# وارکرفت ۲: امواج تاریکی
«وارکرافت ۲: جریان تاریکی» (انگلیسی: Warcraft II: Tides of Darkness) یک بازی ویدئویی در سبک راهبرد بی‌درنگ است که توسط بلیزارد انترتینمنت و در سال ۱۹۹۵ و در پلت‌فرم مایکروسافت ویندوز منتشر شده‌است.

## خلاصه داستان
جنگ دوم
جنگ اول با سقوط آزروت پس از لشکرکشی اورک‌ها در بازی "وارکرفت: اورک‌ها و انسان‌ها" به پایان رسید. بازماندگان آزروت از راه دریا به پادشاهی لردائرون گریختند و حالا اورک‌ها تصمیم به فتح این سرزمین گرفته‌اند که به جنگ دوم معروف شد. هر دو طرف متحدان جدیدی یافته‌اند و توانایی‌های تازه‌ای از جمله نیروی دریایی و هوایی و جادوگران قدرتمندتر به دست آورده‌اند.
در جنگ دوم، اورک‌ها ابتدا پیشروی می‌کنند، اما انسان‌ها و متحدانشان ابتکار عمل را به دست می‌گیرند. این تا حدی به خاطر شورش گول‌دان، جادوگر خبیث اورک‌هاست که می‌خواهد مقبره غرق‌شده سارگِرس را احیا کند. نیروهای اتحادیه اورک‌ها را تا قلعه بلک‌راک عقب می‌رانند، اما آندوین لوثار، فرمانده اتحادیه، در آنجا کشته می‌شود.
در نبرد نهایی پیرامون دروازه تاریک در آزروت، اتحادیه یکی از قبیله‌های اورک را نابود می‌کند و فرمانده کل اورک‌ها به همراه باقی‌مانده نیروهایش اسیر می‌شوند. اتحادیه برای جلوگیری از تهاجمات بعدی، دروازه تاریک را نابود می‌کند. داستان بازی در بسته الحاقی "وارکرفت ۲: فراسوی دروازه تاریک" ادامه می‌یابد.